# Verszinikiai csata
A verszinikiai csatára (más forrásokban hadrianopoliszi csata) 813. június 22-én került sor Verszinikiánál, Hadrianopolisz közelében az I. Mihály (Mikhaél) császár vezette bizánci és a Krum bolgár kán vezette haderő között.

## Előzmények
Miután Krum bolgár kán 811-ben legyőzte I. Niképhorosz bizánci császárt, fia, a csatában súlyosan megsebesült Sztaurakiosz lett az új császár.
Mivel az új császár egészségi állapota nagyon rossz volt és felgyógyulására szinte nem volt remény, ezért örököst kellett magának kijelölnie. Sztaurakiosz azonban képtelen volt dönteni, ezért megdöntötték a hatalmát és sógora, I. Mikhaél került a trónja.
A sorozatos bizánci győzelmek utáni 811-es váratlan bolgár győzelmet követően Krum kán folytatta a hódítást. Katonáival rendszeresen fosztogatta a bizánci területeket. 812-ben bevette Develtosz erődjét, nagy hadizsákmányra téve szert, emellett pedig a többi határváros lakosságát is megfutamította. A bizánci vezetés habozott elfogadni a bolgár kán által küldött ultimátumot, mire a bolgárok bevették Meszembria városát, ahol rengeteg aranyat és ezüstöt, emellett pedig görögtűz-alapanyagot zsákmányoltak.
A megosztott bizánci elit végül az ellencsapás mellett döntött és hadakat küldtek a bolgár állam ellen. 

## A csata

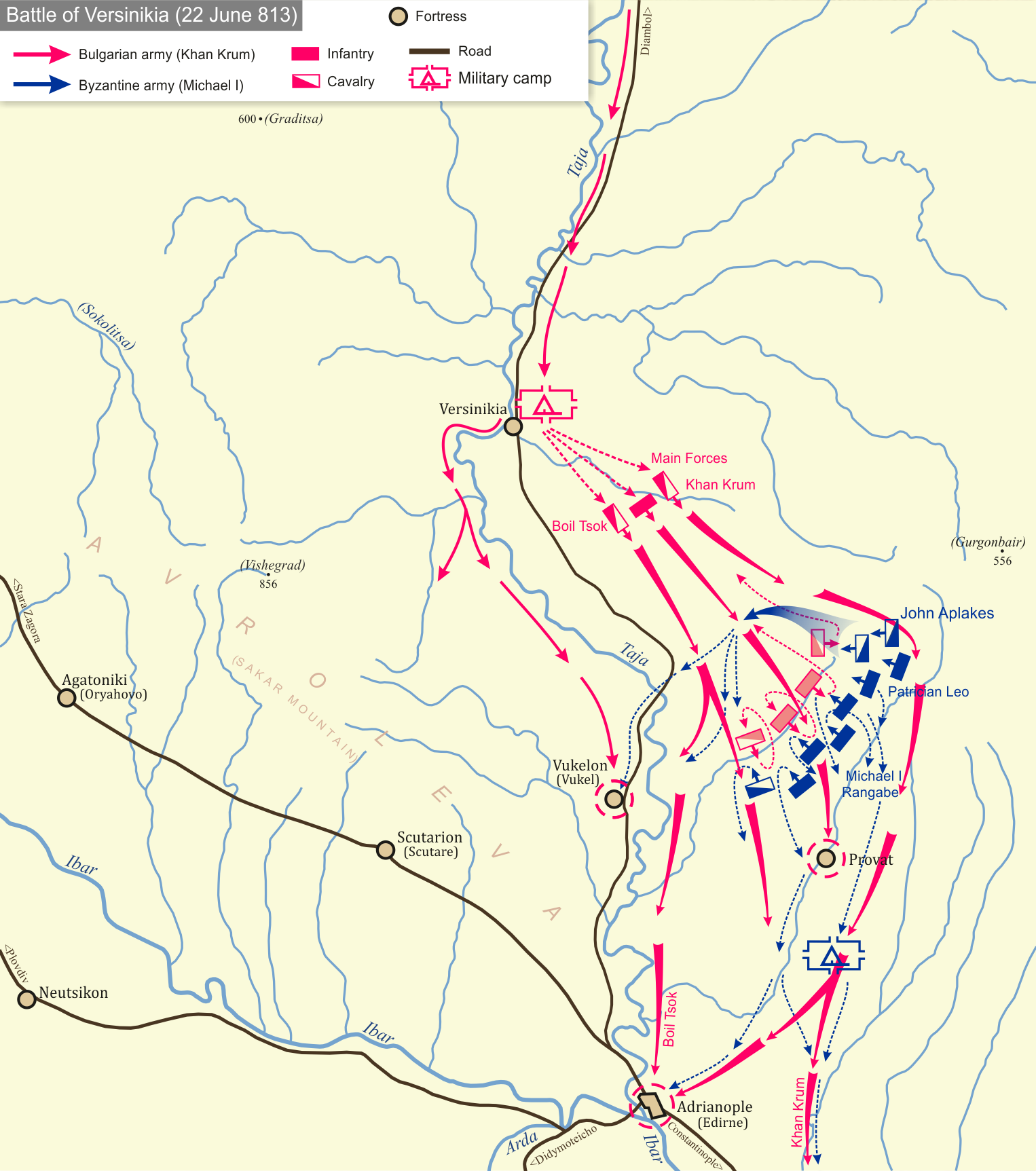
A csata térképe

Az ütközetet megelőzően Krum bolgár kán seregével dél felé vonult és Verszinikia mellett tábort ütött. I. Mikhaél bizánci császár szintén felsorakoztatta jól felszerelt és kiképzett seregét, de két hétig egyik fél sem kezdett csatát.
Június 22-én végül a bizánciak támadásra indultak, de Armeniai Leó, a képrombolást szívügyüknek tekintő anatóliai csapatok vezére visszavonult, evvel pedig a bizánci erők gyorsan hátrányba kerültek. Amikor Krum lovassága az ellenség üldözésére indult, végleg megpecsételődött a bizánci sereg sorsa. A király a megmaradt katonáival visszavonult és a csata teljes bolgár győzelemmel végződött.
Krum számára megnyílt az út a főváros felé, ám sikertelenül ostromolta meg Konstantinápolyt. Az ostrom során a bolgár uralkodót is megsebesítették a bizánci íjászok. Haragjában feldúlta a város környékét, útban hazafelé elfoglalta Hadrianopoliszt, lakóit pedig a Duna másik oldalára telepítette ki.
A vereség egyben I. Mihály uralkodásának végét jelentette. Helyette Armeniai Leót választották császárnak, őt magát pedig Próte szigetére száműzték, ahol szerzetesként halt meg.